# Cleopatra III
Cleopatra III (tiếng Hy Lạp cổ: Κλεοπάτρα; 161–101 TCN) là một Nữ vương Ai Cập từ 142–101 TCN. Cleopatra III cũng được biết đến như Cleopatra Euergetis.

## Tuổi trẻ
Chú của Cleopatra III là Ptolemaios VIII Physcon cùng cai trị với cha mẹ bà từ khoảng 170-164 TCN. Nhưng ông đã sớm bị buộc phải thoái vị. Cha mẹ của Cleopatra III chiếm lại ngai vàng và nắm giữ quyền lực hầu hết 20 năm cho đến 145 TCN. Nó là khoảng thời gian mà Cleopatra III được sinh ra (vào khoảng giữa 160 và 155 TCN).
Sau cái chết của cha bà Ptolemaios VI do bị thương khi ngã ngựa trong Cuộc chiến Oinoparas chống lại Alexandros Balas, chú của Cleopatra III là Ptolemaios VIII đã trở thành vua một lần nữa.

## Đồng cai trị với mẹ và chồng
Ptolemaios VIII đầu tiên kết hôn với mẹ của Cleopatra III là Cleopatra II vào 145 TCN, và kết hôn với Cleopatra III vào khoảng 139 TCN. Cleopatra II đã chống lại Ptolemaios VIII khoảng 132 TCN và Cleopatra III đã lẩn trốn đến Síp năm 130 TCN với chồng bà, nhưng đã không co khả năng quay lại Alexandria vào năm 127 TCN.
Cleopatra III và Ptolemaios VIII có năm người con:
- Ptolemaios IX sinh khoảng 143 TCN
- Tryphaena sinh khoảng 141 TCN. Kết hôn với Antiochus VIII Grypus, Vua của Syria năm 124 TCN
- Ptolemaios X sinh khoảng 140 hoặc 139 TCN. Đã kết hôn với cháu gái của ông Berenice (con gái của Ptolemaios IX, và Cleopatra Selene I)
- Cleopatra IV sinh ra giữa 138 và 135 TCN. Kết hôn đầu tiên với anh trai bà là Ptolemaios IX Lathyros, và lần thứ hai, với Antiochus IX Cyzicenus, Vua của Syria
- Cleopatra Selene I sinh ra giữa 135 và 130 TCN. Kết hôn đầu tiên với anh trai bà là Ptolemaios IX, và sau đó với một người anh trai khác, Ptolemaios X. Sau đó kết hôn với Antiochus VIII Grypus, Vua của Syria, Antiochus IX Cyzicenus, Vua của Syria và Antiochus X Eusebes, Vua của Syria.

## Đồng cai trị với các con trai

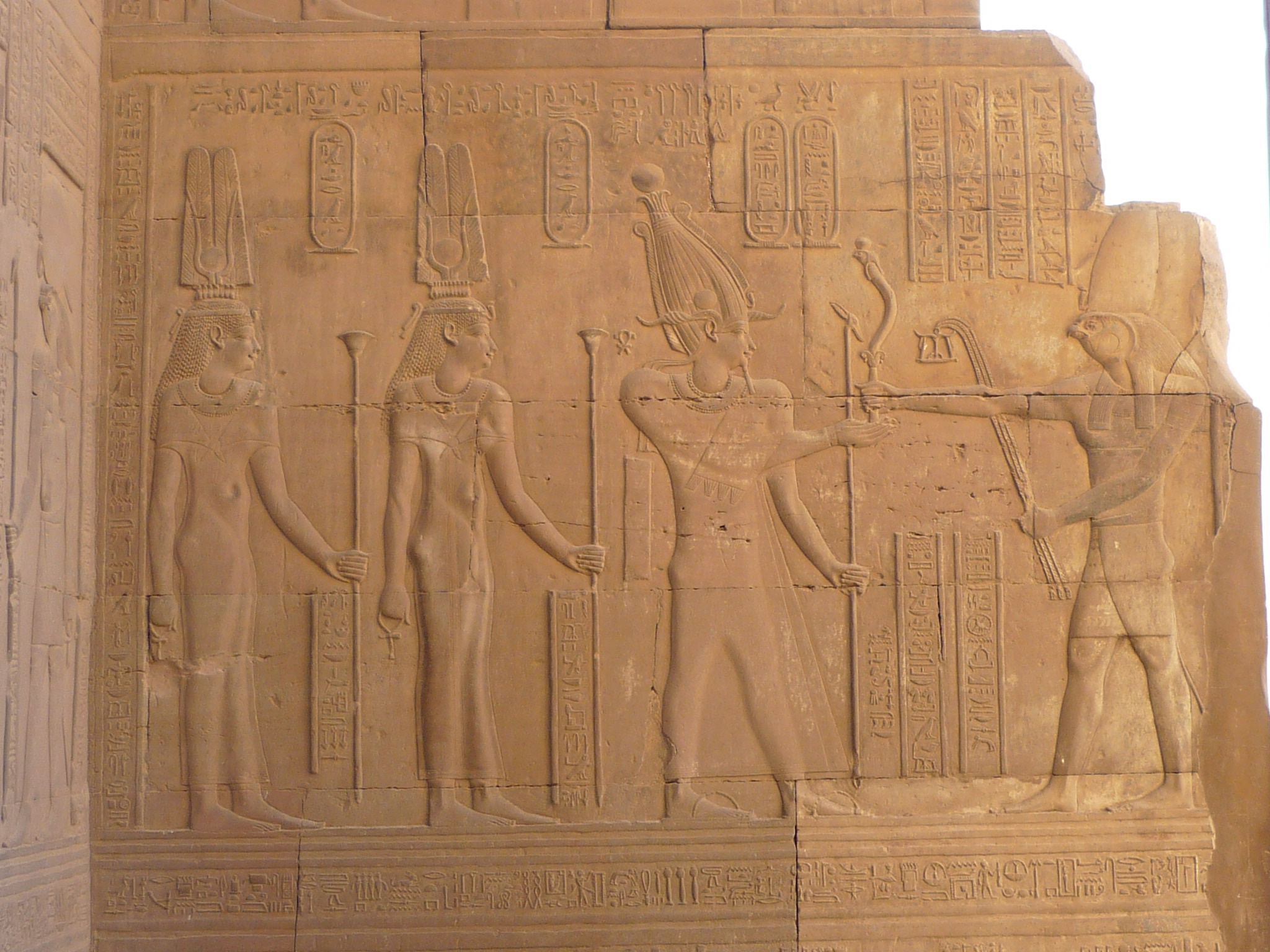
Wall relief of Horus, Ptolemy VIII and Cleopatra II and III

Sau cái chết của Ptolemaios VIII năm 116 TCN Cleopatra III đồng cai trị cùng với mẹ bà Cleopatra II và con trai bà Ptolemaios IX.
Cleopatra III đã trục xuất Ptolemaios IX khỏi Alexandria năm 107 TCN, và thay thế Ptolemaios IX bởi một người con trai khác là Ptolemaios X. Sau 6 năm đồng cai trị, Ptolemaios X đã ám sát mẹ mình Cleopatra III năm 101 TCN.